# Jarell Quansah
Pour les articles homonymes, voir Quansah.
Jarell Quansah, né le 29 janvier 2003 à Warrington, est un footballeur anglais qui évolue au poste de défenseur central au Bayer Leverkusen.

## Biographie

### Carrière en club
Ayant rejoint le Liverpool FC dès ses sept ans après avoir découvert le foot dans son Warrington natal,,,, Jarell Quansah signe son premier contrat avec le club historique de Premier League le 4 février 2021,,. Lors de cette saison 2020-21, il est capitaine des moins de 18 ans liverpudiens, qu'il emmène en finale de la FA Youth Cup, alors qu'il forme la charnière de l'équipe avec Billy Koumetio,,.
La saison suivante, il est le capitaine de l'équipe qui joue l'UEFA Youth League tout en évoluant en Premier League 2 avec la réserve, jouant également un rôle central avec ces derniers lors de la victoire en Lancashire Senior Cup (en),. En parallèle, Jarell Quansah connait ses premières feuille de match avec l'équipe première, en Championnat d'Angleterre puis en EFL Cup,, sans toutefois faire ses débuts alors que Liverpool gagne les deux coupes, passant à seulement deux victoires d'un quadruplé historique,,.
Le 20 janvier 2023, l'athlète est prêté à Bristol Rovers.

### Carrière en sélection
Sélectionnable en équipe d'Angleterre, d'Écosse, du Ghana et de Barbade du fait des origines de ses grands-parents,,,, Jarell Quansah est dans un premier temps international anglais en équipes de jeunes, qu'il a toutes connues, des moins de 16 aux moins de 19 ans,.
En juin 2022, le footballeur est sélectionné en équipe d'Angleterre pour prendre part à l'Euro des moins de 19 ans en 2022.
Titulaire au centre de la défense lors de la compétition qui a lieu en Slovaquie, le Liverpudien est un élément clé de l'équipe qui atteint la finale du championnat continental, après avoir notamment battu l'équipe d'Italie, dans une demi-finale où Quansah est l'auteur du but de la victoire 2-1,,,.

## Style de jeu
Jarell Quansah est un défenseur central droitier, jouant aussi régulièrement comme latéral droit au cours de sa jeunesse,.
L'athlète est décrit comme un central à l'aise balle au pied, à même de casser les lignes adverses avec ses longues passes, calme et concentré en défense, fort dans les duels aériens, aussi à l'aise dans les phases de pressing dans le terrain adverse, comme l'exige le système de Jürgen Klopp à Anfield,.

## Statistiques
| Saison                | Club                  | Championnat           | Championnat | Championnat | Championnat | Coupe nationale | Coupe nationale | Coupe nationale | Coupe de la Ligue | Coupe de la Ligue | Coupe de la Ligue | Compétition(s) continentale(s) | Compétition(s) continentale(s) | Compétition(s) continentale(s) | Compétition(s) continentale(s) | Total | Total | Total |
| Saison                | Club                  | Division              | M.          | B.          | P.d.        | M.              | B.              | P.d.            | M.                | B.                | P.d.              | Comp.                          | M.                             | B.                             | P.d.                           | M.    | B.    | P.d.  |
| 2022-2023             | Bristol Rovers (prêt) | Championship          | 16          | 0           | 0           | -               | -               | -               | -                 | -                 | -                 | -                              | -                              | -                              | -                              | 16    | 0     | 0     |
| 2023-2024             | Liverpool FC          | Premier League        | 17          | 2           | 0           | 4               | 0               | 0               | 5                 | 0                 | 3                 | C3                             | 6                              | 1                              | 0                              | 32    | 3     | 3     |
| 2024-2025             | Liverpool FC          | Premier League        | 13          | 0           | 0           | 2               | 0               | 0               | 6                 | 0                 | 0                 | C1                             | 4                              | 0                              | 0                              | 25    | 0     | 0     |
| Sous-total            | Sous-total            | Sous-total            | 30          | 2           | 0           | 6               | 0               | 0               | 11                | 0                 | 3                 | -                              | 10                             | 1                              | 0                              | 57    | 3     | 3     |
| 2025-2026             | Bayer Leverkusen      | Bundesliga            | 0           | 0           | 0           | 1               | 0               | 0               | -                 | -                 | -                 | C1                             | 0                              | 0                              | 0                              | 1     | 0     | 0     |
| Total sur la carrière | Total sur la carrière | Total sur la carrière | 46          | 2           | 0           | 7               | 0               | 0               | 11                | 0                 | 3                 | -                              | 10                             | 1                              | 0                              | 74    | 3     | 3     |

## Palmarès

### En club
| Liverpool FC (2)                                                                                     |
| --- |
| - Coupe de la Ligue anglaise (1) - Vainqueur : 2024 - Championnat d'Angleterre (1) - Champion : 2025 |

### En sélection
Jarell Quansah est champion d'Europe en 2022 avec les moins de 19 ans d'Angleterre.